# Scott Reedy
Scott Reedy (* 4. April 1999 in Prior Lake, Minnesota) ist ein US-amerikanischer Eishockeyspieler, der seit Dezember 2024 bei den Milwaukee Admirals aus der American Hockey League (AHL) unter Vertrag steht und dort auf der Position des Centers spielt. Zuvor war Reedy unter anderem für die San Jose Sharks in der National Hockey League (NHL) aktiv.

## Karriere
Reedy besuchte zunächst bis zum Sommer 2015 die Shattuck-St. Mary’s School und wechselte anschließend ins National Team Development Program des US-amerikanischen Eishockeyverbandes USA Hockey. Dort war der Stürmer zwei Spielzeiten in den Auswahlteams des Verbands aktiv und nahm unter anderem am Spielbetrieb der Juniorenliga United States Hockey League (USHL) teil. Zum Abschluss seiner Zeit im Förderprogramm wurde Reedy im NHL Entry Draft 2017 in der vierten Runde an 102. Stelle von den San Jose Sharks aus der National Hockey League (NHL) ausgewählt. Den 18-Jährigen zog es daraufhin im Sommer 2017 aber zunächst an die University of Minnesota, wo er in den folgenden vier Spieljahren einem Studium nachging, nachdem er sich bereits im Mai 2014 der Universität gegenüber verpflichtet hatte. Parallel dazu war er auch in der Eishockeymannschaft der Hochschule aktiv. Mit den Minnesota Golden Gophers nahm er am Spielbetrieb der Big Ten Conference (B1G), einer an die National Collegiate Athletic Association (NCAA) angeschlossene Liga, teil. Während der vier Spielzeiten sammelte Reedy in 132 Einsätzen insgesamt 77 Scorerpunkte und gewann mit dem Team im Frühjahr 2021 die Meisterschaft der Conference.
Im Anschluss an seinen Studienabschluss erhielt der US-Amerikaner im April 2021 einen Einstiegsvertrag der San Jose Sharks. Im restlichen Verlauf der Saison 2020/21 kam Reedy inklusive der Playoffs zu 21 Einsätzen bei den San Jose Barracuda, dem Farmteam der Sharks, in der American Hockey League (AHL). In der folgenden Spielzeit pendelte der Angreifer zwischen dem AHL-Aufgebot der Barracuda und dem NHL-Kader der Sharks, wodurch er in beiden Ligen zu jeweils mindestens 35 Einsätzen kam. In der Folge konnte er sich jedoch nicht im NHL-Kader behaupten und war bis zum März 2023 wieder für die Barracuda aktiv, ehe er im Tausch für Jacob Peterson zu den Dallas Stars transferiert wurde. Dort spielte der Stürmer bis zum Sommer 2024 ausschließlich für den AHL-Kooperationspartner Texas Stars. In der Folge fand Reedy zunächst keinen neuen Arbeitgeber und war bis Mitte Dezember 2024 als Free Agent vereinslos. Erst dann sicherten sich die Milwaukee Admirals aus der AHL seine Dienste bis zum Saisonende.

### International
Im Juniorenbereich nahm Reedy mit den US-amerikanischen Auswahlteams an der World U-17 Hockey Challenge 2015 sowie der U18-Junioren-Weltmeisterschaft 2017 teil. Nachdem der Stürmer die World U-17 Hockey Challenge mit neun Scorerpunkten hinter dem Finnen Eeli Tolvanen als zweitbester Scorer des Turniers abgeschlossen hatte, mit dem Team allerdings nur den sechsten Platz belegt hatte, gewann er eineinhalb Jahre später bei der U18-Junioren-Weltmeisterschaft die Goldmedaille. In sieben Turnierspielen punktete er dabei zweimal.

## Erfolge und Auszeichnungen
- 2017 Goldmedaille bei der U18-Junioren-Weltmeisterschaft
- 2021 B1G-Meisterschaft mit der University of Minnesota
- 2021 B1G Honorable Mention All-Star Team

## Karrierestatistik
Stand: Ende der Saison 2023/24

### International
Vertrat die USA bei:
- World U-17 Hockey Challenge 2015
- U18-Junioren-Weltmeisterschaft 2017

(Legende zur Spielerstatistik: Sp oder GP = absolvierte Spiele; T oder G = erzielte Tore; V oder A = erzielte Assists; Pkt oder Pts = erzielte Scorerpunkte; SM oder PIM = erhaltene Strafminuten; +/− = Plus/Minus-Bilanz; PP = erzielte Überzahltore; SH = erzielte Unterzahltore; GW = erzielte Siegtore; 1 Play-downs/Relegation; Kursiv: Statistik nicht vollständig)